# Verchain-Maugré
Verchain-Maugré is een gemeente in het Franse Noorderdepartement (Frans: département du Nord) (regio Hauts-de-France). De plaats maakt deel uit van het arrondissement Valenciennes. Verchain-Maugré telde op 1 januari 2022 1.103 inwoners.

## Geografie
De oppervlakte van Verchain-Maugré bedroeg op 1 januari 2022 9,62 vierkante kilometer; de bevolkingsdichtheid was toen 114,7 inwoners per km².

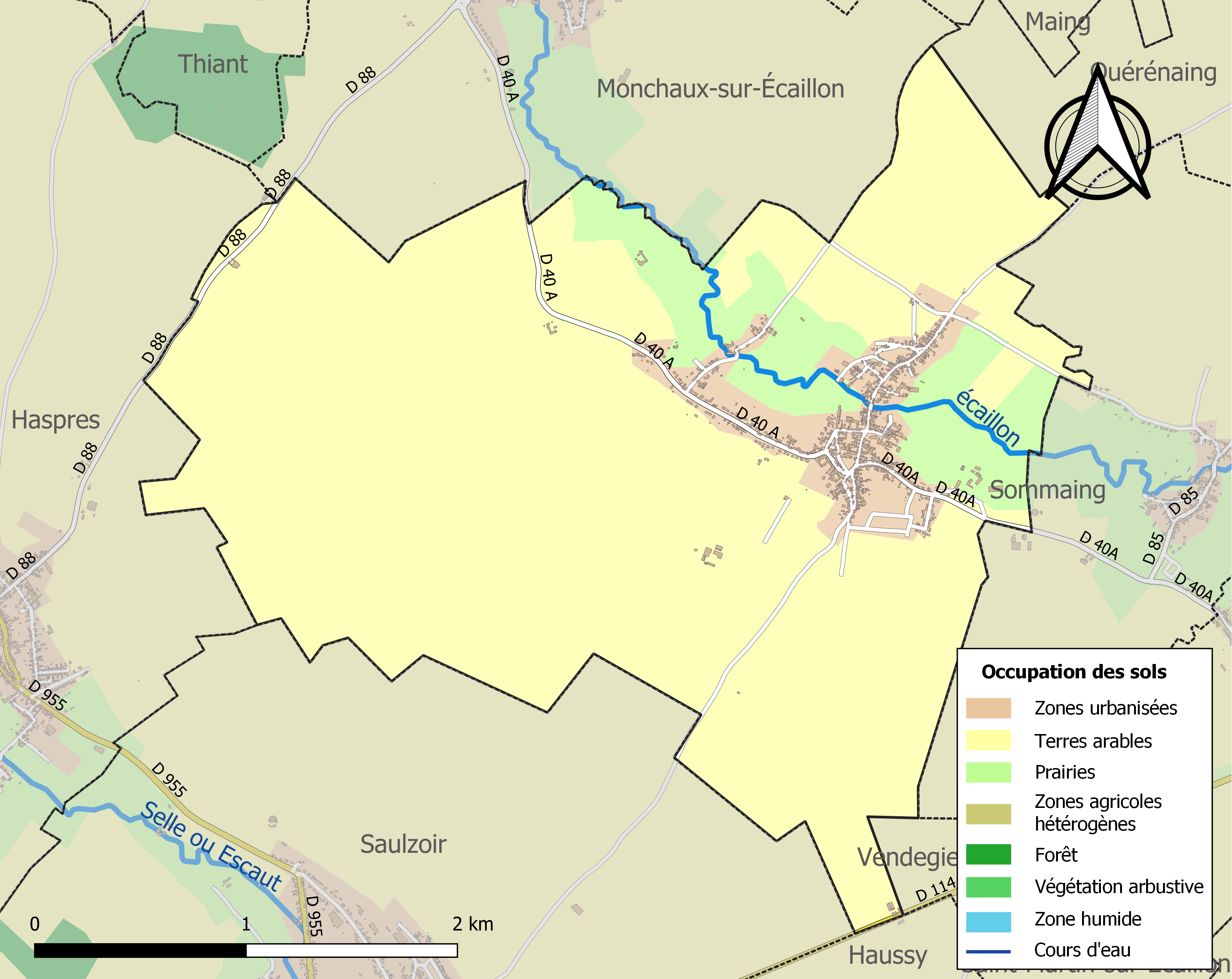
Kaart van de gemeente met belangrijkste infrastructuur, bodemgebruik en omliggende gemeenten

## Demografie
Onderstaande figuur toont het verloop van het inwonertal (bron: INSEE-tellingen).